# Gérard Boche
Gérard Boche, né le 28 mars 1930 à Aigueperse (Puy-de-Dôme) et mort le 25 septembre 1999 à Clermont-Ferrand (Puy-de-Dôme), est un homme politique français.

## Détail des fonctions et des mandats
Mandat parlementaire
- 28 mars 1993 - 21 avril 1997 : Député de la 6e circonscription du Puy-de-Dôme